# 裏木曽
裏木曽（うらきそ）とは、岐阜県中津川市の北東部の通称。

## 範囲
中津川市の加子母地区・付知地区・川上地区の通称で、信濃国木曽谷（現長野県木曽郡、木曽地域ともいう）とは阿寺山地を挟んで裏側（西側）にある地域ということから、こう呼ばれている。岐阜県が使用している地域とは異なるが、通称としてよく使われる。

## 歴史
鎌倉時代初期から戦国時代末期までは苗木遠山氏の領地であったが、江戸時代は尾張藩領となり、三ヶ村代官が支配した。

## 交通
国道256号（中津川市下野交差点～万賀交差点）と国道257号（国道41号交点～万賀交差点、下野交差点～国道19号交点）の付知川沿いの国道を裏木曽街道という。
裏木曽地域は、国鉄下呂線で結ばれる予定であったが、未成線に終わった。
かつてこの地域には北恵那鉄道、森林鉄道の坂川鉄道が存在したが廃止され、現在は北恵那交通の路線バスが運行している。